# Ignasi Aragay
Ignasi Aragay (Barcelona, 1966) es un periodista español, actual director adjunto del diario Ara, donde fue miembro del equipo fundacional. Trabajó en la publicación catalana durante veinte años pero, los ocho últimos, desempeñó su cargo como jefe de la sección de «Cultura y Espectáculos». Anteriormente había redactado en la revista El Món y también trabajó para el gabinete de prensa del Partido de los Socialistas de Cataluña (PSC).
Es autor de los libros Diccionari Montaigne (2009), El lector obsedit (2010), Anolecrab y la conversación con Salvador Cardús ¿Què pensa Salvador Cardús?. Ha colaborado en la obra What's up with Catalonia?, editada por Liz Castro, y en las revistas L'Avenç, Barcelona Metrópolis, Revista de Catalunya y Cultura, entre otros y, más recientemente, ha cuestionado públicamente la profesionalidad y vocación de servicio del cuerpo de maestros y maestras de Cataluña ante la situación de pandemia generada por la COVID-19.